# Franz Hablitschek

Kloster Schönenwerth bei Aarau

Michael Franz Hablitschek (* 2. März 1824 in Nürnberg; † 30. März 1867 ebenda) war ein deutscher Kupfer- und Stahlstecher.
Hablitschek, der Sohn eines Schneidermeisters, wurde sechs Jahre lang von Johann Poppel in München unterrichtet, arbeitete danach noch einige Jahre für seinen Lehrmeister und ließ sich dann als vor allem reproduzierender Kupfer- und Stahlstecher in Nürnberg nieder. Er arbeitete für Buchhändler und wirkte mit an Illustrationen für Heideloffs Ornamentik, Triester Lloyds Das Kurfürstentum Hessen und den vom Bibliographischen Institut in Hildburghausen herausgegebenen Werken. Er arbeitete auch als Stecher für Ludwig Rohbock.